# بدون من (ترانه هالزی)
«بدون من» (به انگلیسی: Without Me) نام یک تک‌آهنگ از خواننده آمریکایی هالزی است که در ۴ اکتبر ۲۰۱۸ منتشر شد.
«بدون من» به رتبه اول جدول ۱۰۰ آهنگ داغ بیلبورد رسید و بعد از «نزدیک‌تر» در سال ۲۰۱۶، دومین آهنگ هالزی است که شماره یک این جدول شده‌است.

## موزیک ویدئو
یک ویدیو عمودی برای آهنگ در اسپاتیفای در ۱۲ اکتبر، ۲۰۱۸ منتشر شد، و در ۹ ژانویه، ۲۰۱۹ در یوتیوب ارسال شد.
موزیک ویدیو به کارگردانی کالین تلی ساخته و در ۲۰ اکتبر، ۲۰۱۸ منتشر شد.

## جایزه‌ها و نامزدی‌ها
نسخه اصلی
| سال  | جایزه                | رده                  | نتیجه    | م.    |
| ---- | -------------------- | -------------------- | -------- | ----- |
| ۲۰۱۹ | جوایز آی‌هارت‌ریدیو    | بهترین متن           | نامزدشده | [ ۱ ] |
| ۲۰۱۹ | جایزه موسیقی بیلبورد | پرفروش‌ترین آهنگ      | نامزدشده | [ ۲ ] |
| ۲۰۱۹ | جوایز موسیقی آمریکا  | آهنگ محبوب - پاپ/راک | برنده    | [ ۳ ] |

### ریمیکس ایلنیوم
| سال  | جایزه                     | رده           | نتیجه | م.    |
| ---- | ------------------------- | ------------- | ----- | ----- |
| ۲۰۱۹ | جوایز بین‌المللی دنس موزیک | بهترین ریمیکس | برنده | [ ۴ ] |